# 라베린토스 데 파시온
《라베린토스 데 파시온》(스페인어: Laberintos de pasión)은 1999년 방영된 멕시코의 텔레노벨라이다.